# 2,6-Diméthylpyridine
La 2,6-diméthylpyridine ou 2,6-lutidine, ou azaxylène est un composé organique, hétérocyclique et aromatique, naturel. C'est un dérivé diméthyl de la pyridine. Elle a été isolée de la fraction de base de goudron de houille et de l'huile de Dippel (huile d'os). Elle a été détectée dans les eaux usées provenant de sites de traitement des schistes bitumineux et d'anciennes installations de traitement à la créosote.
La 2,6-lutidine a aussi été évaluée comme additif alimentaire en raison de son arôme de noisette quand elle est présente en très faible concentration, tandis que pure, elle a une odeur piquante et nocive.
La 2,6-lutidine est faiblement nucléophile en raison des effets stériques des deux groupes méthyle sur l'atome d'azote du cycle. De la même façon, elle est modérément basique, avec un pKa de 6,65. En synthèse organique, la 2,6-diméthylpyridine est donc largement utilisée comme une base douce à encombrement stérique. Elle est aussi utilisée tout simplement comme solvant.

## Propriétés environnementales
Bien que la pyridine soit une excellente source de carbone, d'azote et d'énergie pour certains micro-organismes, la méthylation retarde de façon significative la dégradation du cycle pyridinique. La 2,6-lutidine est trouvée beaucoup plus résistante à la dégradation microbiologique dans le sol que tous les isomères picoline (méthylpyridine) et que la 2,4-lutidine. Une perte significative de la volatilisation est observée dans les milieux liquides. L'estimation du temps pour une dégradation complète est supérieure à trente jours.